# 1915 no cinema

## Eventos
- 8 de Fevereiro - Estreia do controverso filme O Nascimento de uma Nação, de D.W. Griffith.

## Nascimentos

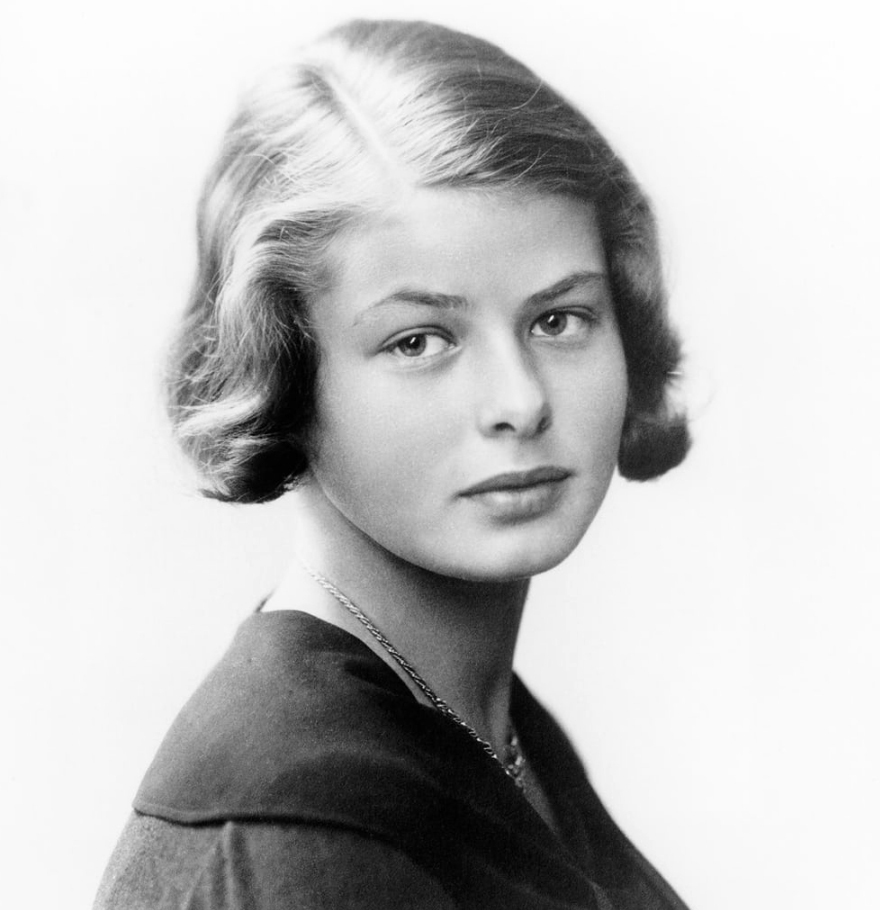
Ingrid Bergman (29 de agosto).

| Data            | Nome                    | Profissão                             | Nacionalidade           | Observações | Ref |
| --------------- | ----------------------- | ------------------------------------- | ----------------------- | ----------- | --- |
| 9 de janeiro    | Fernando Lamas          | ator                                  | Argentina               | m. 1982     |     |
| 19 de janeiro   | Stefano Vanzina (Steno) | diretor                               | Itália                  | m. 1988     |     |
| 12 de fevereiro | Lorne Greene            | ator                                  | Canadá                  | m. 1987     |     |
| 21 de abril     | Anthony Quinn           | ator                                  | México / Estados Unidos | m. 2001     |     |
| 6 de maio       | Orson Welles            | cineasta, ator, roteirista e produtor | Estados Unidos          | m. 1985     |     |
| 15 de maio      | Mario Monicelli         | cineasta                              | Itália                  | m. 2010     |     |
| 15 de maio      | William Witney          | cineasta                              | Estados Unidos          | m. 2002     |     |
| 6 de junho      | Miguel Iglesias         | cineasta e diretor de televisão       | Espanha                 |             |     |
| 20 de junho     | Terence Young           | cineasta                              | Reino Unido             | m. 1994     |     |
| 11 de julho     | Yul Brynner             | ator                                  | Rússia / Estados Unidos | m. 1985     |     |
| 29 de agosto    | Ingrid Bergman          | atriz                                 | Suécia                  | m. 1985     |     |
| 10 de setembro  | Edmond O'Brien          | ator                                  | Estados Unidos          | m. 1985     |     |
| 13 de outubro   | Cornel Wilde            | ator e diretor                        | Estados Unidos          | m. 1989     |     |
| 18 de outubro   | Grande Otelo            | ator                                  | Brasil                  | m. 1993     |     |
| 27 de outubro   | Harry Saltzman          | produtor de cinema e teatro           | Canadá                  | m. 1994     |     |
| 7 de dezembro   | Eli Wallach             | ator                                  | Estados Unidos          | m. 2014     |     |
| 12 de dezembro  | Frank Sinatra           | ator e cantor                         | Estados Unidos          | m. 1998     |     |
| 13 de dezembro  | Curd Jürgens            | ator                                  | Alemanha                | m. 1982     |     |

## Mortes
| Data | Nome | Profissão | Nacionalidade | Observações | Ref |
| ---- | ---- | --------- | ------------- | ----------- | --- |